# Gort an Choirce
Gort an Choirce (dt. etwa: „Haferfeld“) ist ein kleiner Ort im County Donegal im äußersten Nordwesten der Republik Irland.
Da Gort an Choirce in einer Gaeltacht-Region liegt, ist der irische Name die einzige offizielle Bezeichnung des Ortes. Der Ort ist aber auch unter dem englischen Namen Gortahork bekannt.

## Lage
Gort an Choirce liegt  zwischen den Orten Gaoth Dobhair (Gweedore) und Dunfanaghy auf der Nationalstraße N56, die als Zirkularroute den Westen und Norden des Countys erschließt, und gehört zu dem Distrikt und alten Parish Cloughaneely, dessen zentraler Ort das etwa 5 km nordöstlich von Gort an Choirce auf der N56 gelegene An Fál Carrach (Falcarragh) ist.
Die Einwohnerzahl für den Ort wurde bei der Volkszählung 2022 mit 375 Personen ermittelt.
Ungeachtet einer relativ hohen Einwohnerzahl in der urban area gibt es in Gort an Choirce nur wenige Einkaufsmöglichkeiten abseits des Tagesbedarfs oder soziale Treffpunkte; zum Einkaufen, für Arztbesuche etc. ist es üblich, in das gegenüber Gort an Choirce fast mondän wirkende An Fál Carrach (Falcarragh) zu fahren.

## Kultur
Über Irland hinaus bekannt wurde Gort an Choirce durch das seit 2006 jährlich im Frühsommer hier veranstaltete Dokumentarfilm-Festival Guth Gafa.

## Persönlichkeiten

### Söhne und Töchter
- Cathal Ó Searcaigh (* 1956), auf Irisch schreibender Schriftsteller, Dichter und Dramatiker

### Einwohner
- Gerry Adams (* 1948), nordirischer Politiker